# Miasta w Pakistanie
Według danych oficjalnych pochodzących z 1998 roku Pakistan posiadał ponad 280 miast o ludności przekraczającej 20 tys. mieszkańców. Stolica kraju Islamabad zamyka dziesiątkę największych miast kraju; 2 miasta Karaczi i Lahaur liczyli ponad 5 milionów mieszkańców; 5 miast z ludnością 1÷5 mln.; 3 miasta z ludnością 500÷1000 tys.; 40 miast z ludnością 100÷500 tys.; 61 miast z ludnością 50÷100 tys.; 114 miast z ludnością 25÷50 tys. oraz reszta miast poniżej 25 tys. mieszkańców.

## Największe miasta w Pakistanie
Największe miasta w Pakistanie według liczebności mieszkańców (stan na 01.03.1998):
| L.p. | Miasto      | Prowincja                       | Liczba ludności 2017 |
| ---- | ----------- | ------------------------------- | -------------------- |
| 1.   | Karaczi     | Sindh                           | 14 910 352           |
| 2.   | Lahaur      | Pendżab                         | 11 126 285           |
| 3.   | Fajsalabad  | Pendżab                         | 3 203 846            |
| 4.   | Rawalpindi  | Pendżab                         | 2 098 231            |
| 5.   | Gudźranwala | Pendżab                         | 2 027 001            |
| 6.   | Multan      | Pendżab                         | 1 871 843            |
| 7.   | Peszawar    | Chajber Pasztunchwa             | 1 814 557            |
| 8.   | Hajdarabad  | Sindh                           | 1 732 693            |
| 9.   | Islamabad   | Terytorium Stołeczne Islamabadu | 1 014 825            |
| 10.  | Kweta       | Beludżystan                     | 1 001 225            |

## Alfabetyczna lista miast w Pakistanie
(czcionką pogrubioną wydzielono miasta powyżej 1 mln)
- Abbottabad
- Abdul Hakim
- Ahmadpur East
- Ahmadpur Sial
- Alipur
- Alipur Chatha
- Amangarh
- Arifwala
- Attock
- Badah
- Badin
- Bahawalnagar
- Bahawalpur
- Bannu
- Basirpur
- Bat Khela
- Bhai Pheru
- Bhakkar
- Bhalwal
- Bhera
- Burewala
- Chak azam Sahu
- Chak Jhumra
- Chak Sarwar Shahid
- Chakwal
- Chaman
- Charsadda
- Chawinda
- Chichawatni
- Chiniot
- Chishtian
- Chitral
- Chuhar Kana
- Chunian
- Dadu
- Daharki
- Daska
- Daud Khel
- Dera Allah Jar
- Dera Ghazi Khan
- Dera Ismail Khan
- Dera Murad Dżamali
- Digri
- Dijkot
- Dina
- Dinga
- Dipalpur
- Dir
- Dullewalla
- Dunga Bunga
- Dunyapur
- Dźhelam
- Fajsalabad
- Faqirwali
- Fatehjang
- Fazilpur
- Firozwala
- Fort Abbas
- Gambat
- Garh Maharaja
- Ghakhar
- Ghauspur
- Ghotki
- Gojra
- Guddu
- Gujar Khan
- Gudźranwala
- Gudźranwala Cantonment
- Gujrat
- Gwadar
- Hadali
- Hafizabad
- Hajdarabad
- Hala
- Hangu
- Haripur
- Harunabad
- Hasan Abdal
- Hasilpur
- Haveli Lakha Wasaweeala
- Hazro
- Hub
- Hujra Shah Muqim
- Islamabad
- Jakobabad
- Jahangira
- Jahania
- Jalalpur Bhattian
- Jalalpur Jattan
- Jalalpur Pirwala
- Jamke Chima
- Jampur
- Jaranwala
- Jatoi
- Jauharabad
- Jhang
- Jhawarian
- Jhudo
- Kabirwala
- Kahna Nau
- Kahror Pakka
- Kalat
- Kalur Kot
- Kamalia
- Kambar
- Kamir
- Kamokej
- Kamra Cantonment
- Kandiaro
- Karaczi
- Karor Lal Esan
- Kashmor
- Kasur
- Khairpur
- Khairpur Nathan Shah
- Khairpur Tamewali
- Khalabat
- Khandhkot
- Khanewal
- Khangah Dogran
- Khanpur
- Kharak
- Kharan
- Kharian
- Kharian Cantonment
- Khewra
- Khipro
- Khundian
- Khurrianwala
- Khushab
- Khuzdar
- Kohat
- Kot Abdul Malik
- Kot Addu
- Kot Diji
- Kot Mumin
- Kot Radha Kishan
- Kotri
- Kundian
- Kunjah
- Kunri
- Kweta
- Lahaur
- Lakki Marwat
- Lala Mosa
- Lalian
- Larkana
- Leiah
- Liaqatabad
- Liaquatpur
- Lodhran
- Loralai
- Ludhewala Waraich
- Mailsi
- Malakwal
- Mamu Kanjan
- Mananwala Jodh Singh
- Mandi Bahauddin
- Mansehra
- Mardan
- Mastung
- Matli
- Mehar
- Mehrabpur
- Mian Channun
- Mianwali
- Minchinabad
- Mingora
- Mirpur
- Mirpur Khas
- Mirpur Mathelo
- Mitha Tiwana
- Moro
- Multan
- Muridke
- Murree
- Mustafabad
- Muzaffarabad
- Muzaffargarh
- Nankana Sahib
- Narang
- Narowal
- Nasirabad
- Naudero
- Naushera Virkan
- Nawabshah
- Nowshera
- Nushki
- Okara
- Okara Cantonment
- Pabbi
- Pakpattan
- Pano aqil
- Pano aqil Cantonment
- Pasni
- Pasrur
- Pattoki
- Peszawar
- Phalia
- Pindi Bhattian
- Pindi Gheb
- Pirjo Goth
- Pir Mahal
- Pishin
- Qila Didar Singh
- Rabwah
- Rahimjar Khan
- Raiwind
- Raja Jang
- Rajanpur
- Ratodero
- Rawalpindi
- Renala Khurd
- Risalpur Cantonment
- Rohri
- Sadiqabad
- Safdarabad
- Sahiwal
- Sahiwal
- Sakrand
- Samasata
- Sambrial
- Samundri
- Sanghar
- Sangla Hill
- Sarai alamgir
- Sargodha
- Sehwan
- Setharja
- Shabqadar
- Shahdadkot
- Shahdadpur
- Shahkot
- Shakargarh
- Sharqpur
- Shikarpur
- Shorkot
- Shorkot Cantonment
- Shujaabad
- Sijalkot
- Sibi
- Sillanwali
- Sita Road
- Sujawal
- Sukheke
- Sukkur
- Swabi
- Śekhupura
- Takht-i Bhai
- Taksila
- Taksila Cantonment
- Talagang
- Tulamba
- Tandlianwala
- Tando Adam
- Tando Allahyar
- Tando Jam
- Tando Muhammad Khan
- Tangi
- Tank
- Taunsa
- Thal
- Thatta
- Thul
- Timargara
- Toba Tek Singh
- Topi
- Tordher
- Trinda Sawai Khan
- Turbat
- Uch
- Umarkot
- Usta Muhammad
- Utmanzai
- Vihari
- Wah Cantonment
- Warburton
- Wazirabad
- Yazman
- Zahir Pir
- Zaida
- Żhob